# Pedioscopus disjunctus
Pedioscopus disjunctus är en insektsart som beskrevs av Baker 1915. Pedioscopus disjunctus ingår i släktet Pedioscopus och familjen dvärgstritar. Inga underarter finns listade i Catalogue of Life.